# Boxford (Massachusetts)
Boxford és una població dels Estats Units a l'estat de Massachusetts. Segons el cens del 2000 tenia 7.921 habitants.

## Demografia
Segons el cens del 2000, Boxford tenia 7.921 habitants, 2.568 habitatges, i 2.254 famílies. La densitat de població era de 127,6 habitants per km².
Dels 2.568 habitatges en un 48,5% hi vivien nens de menys de 18 anys, en un 80% hi vivien parelles casades, en un 0% dones solteres, i en un 12,2% no eren unitats familiars. En el 9,7% dels habitatges hi vivien persones soles el 4,9% de les quals corresponia a persones de 65 anys o més que vivien soles. El nombre mitjà de persones vivint en cada habitatge era de 3,08 i el nombre mitjà de persones que vivien en cada família era de 3,32.
Per edats la població es repartia de la següent manera: un 32,2% tenia menys de 18 anys, un 4,2% entre 18 i 24, un 25,8% entre 25 i 44, un 28,5% de 45 a 60 i un 9,3% 65 anys o més.
L'edat mediana era de 39 anys. Per cada 100 dones de 18 o més anys hi havia 94,8 homes.
La renda mediana per habitatge era de 113.212 $ i la renda mediana per família de 119.491$. Els homes tenien una renda mediana de 90.397 $ mentre que les dones 48.042$. La renda per capita de la població era de 48.846$. Entorn del 0,8% de les famílies i l'1,4% de la població estaven per davall del llindar de pobresa.